# Hugo Cervantes del Río
Hugo Cervantes del Río (4 de julio de 1927-4 de agosto de 1989) fue un abogado y político mexicano, miembro del Partido Revolucionario Institucional. Se desempeñó como gobernador del Territorio Sur de Baja California de 1964 a 1970 por designación del presidente Gustavo Díaz Ordaz, secretario de la Presidencia de 1970 a 1975 durante el gobierno de Luis Echeverría Álvarez y director general de la Comisión Federal de Electricidad de 1976 a 1980 durante la presidencia de José López Portillo.

## Biografía
Abogado, obtuvo su título de licenciado en derecho por la Facultad de Jurisprudencia en la UNAM. 
Secretario particular del general Rodolfo Sánchez Taboada, secretario de Marina con Adolfo Ruiz Cortines y presidente del PRI.
Entre 1959 y 1964 se desempeñó como director general de Caminos y Puentes Federales.
Fue designado por el presidente Gustavo Díaz Ordaz para fungir como gobernador del Territorio Sur de Baja California, cargo que ejerció del 1 de diciembre de 1964 al 30 de noviembre de 1970.
Se desempeñó como secretario de la Presidencia entre diciembre de 1970 y octubre de 1975 durante la presidencia de Luis Echeverría Álvarez.
Brevemente de 1975 a 1976 fungió como presidente local del Partido Revolucionario Institucional en el Distrito Federal.
En 1976 durante el proceso de la sucesión presidencial fue mencionado para ocupar el cargo de Presidente de la República. 
Se desempeñó como director general de la Comisión Federal de Electricidad de 1976 a 1980 durante el sexenio de José López Portillo.
Senador de la República. 1980 - 1982 
Fue además tesorero de Ferrocarriles Nacionales.